# العراد (الطفة)

تعديل مصدري - تعديل

العراد هي إحدى قرى عزلة آل عبد الله وآل هشام بمديرية الطفة التابعة لمحافظة البيضاء، بلغ تعداد سكانها 540 نسمة حسب تعداد اليمن لعام 2004.